# Trimbach (Bas-Rhin)
Trimbach ist eine französische Gemeinde mit 582 Einwohnern (Stand 1. Januar 2021) im Kanton Wissembourg im Département Bas-Rhin in der Region Grand Est (bis 2015 Elsass). Die Landschaft im unteren Elsass ist leicht hügelig, das Dorf hat jedoch nichts mit der gleichnamigen bekannten Weinbaudomäne zu tun, die etwa 130 Kilometer weiter südlich liegt.

## Jüdische Bevölkerung
Im Jahr 1865 wurde die Synagoge erbaut, die in den 1960er-Jahren abgerissen wurde. Bis 1930 war der Rabbiner von Soultz-sous-Forêts für Trimbach zuständig. Während der deutschen Besatzung im Zweiten Weltkrieg wurden 1940 die im Ort verbliebenen jüdischen Einwohner nach Südfrankreich deportiert. Nach Angaben von Yad Vashem wurden dreizehn ehemalige Einwohner Opfer der Endlösung.
| 1784 | 1846 | 1870 | 1910 | 1952 |
| ---- | ---- | ---- | ---- | ---- |
| 102  | 183  | 138  | 92   | 5    |

## Bevölkerungsentwicklung
| 1962 | 1968 | 1975 | 1982 | 1990 | 1999 | 2004 | 2017 |
| ---- | ---- | ---- | ---- | ---- | ---- | ---- | ---- |
| 346  | 369  | 369  | 364  | 346  | 444  | 461  | 574  |

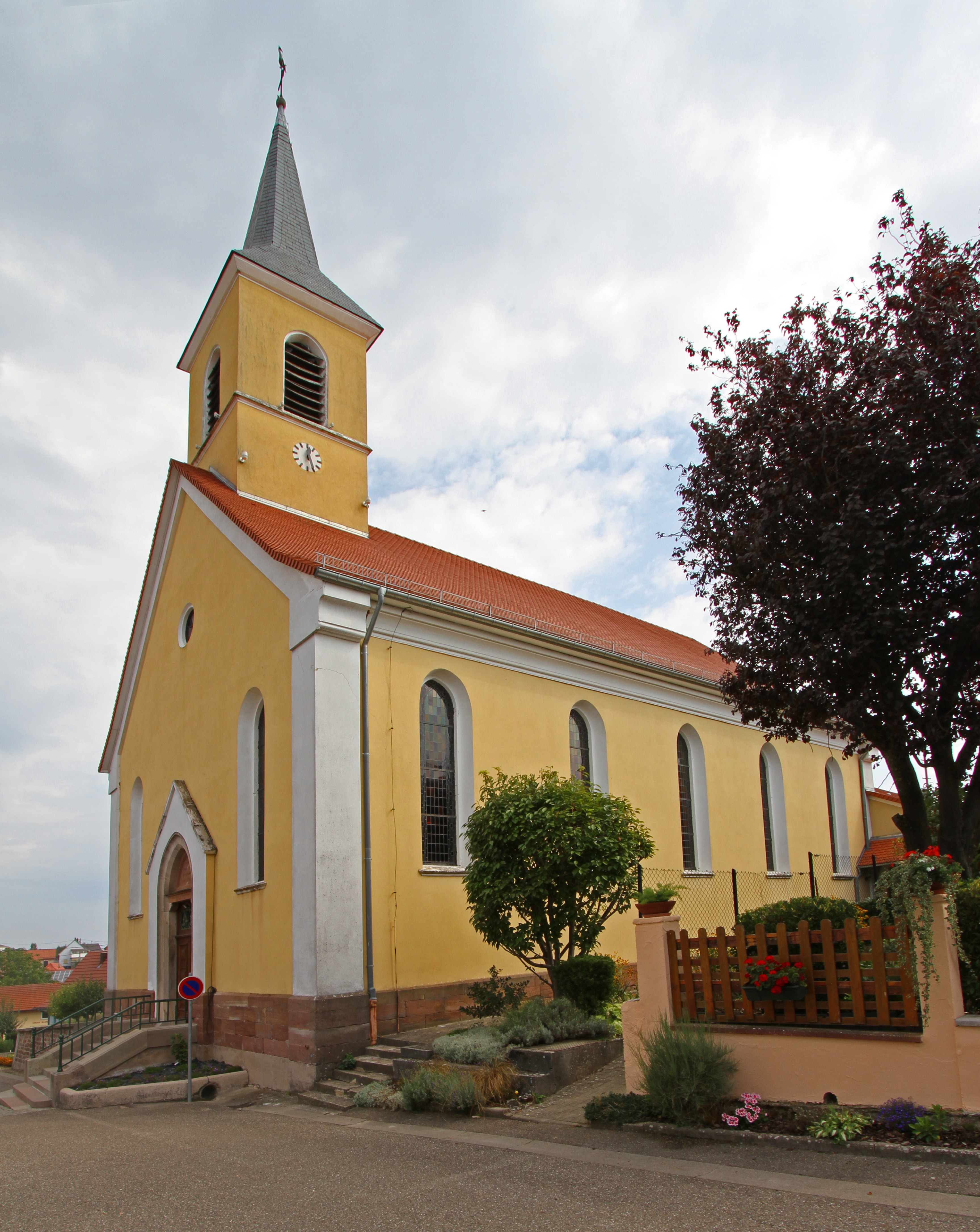
Katholische Kirche St. Laurentius
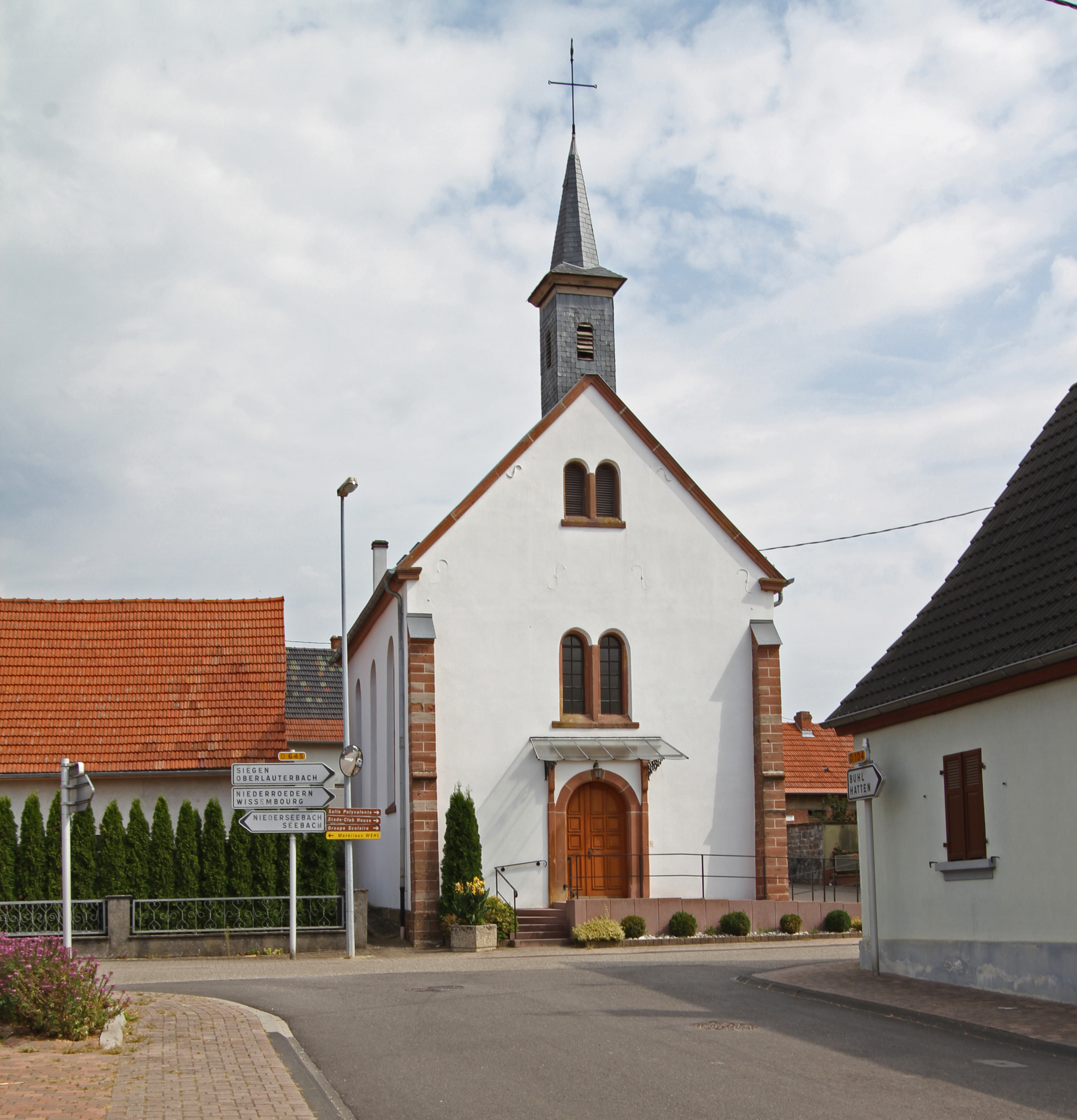
Protestantische Kirche